# Giovanni da Bologna
Giovanni da Bologna (Bologna, circa 1340 – circa 1393) è stato un pittore italiano.

## Biografia

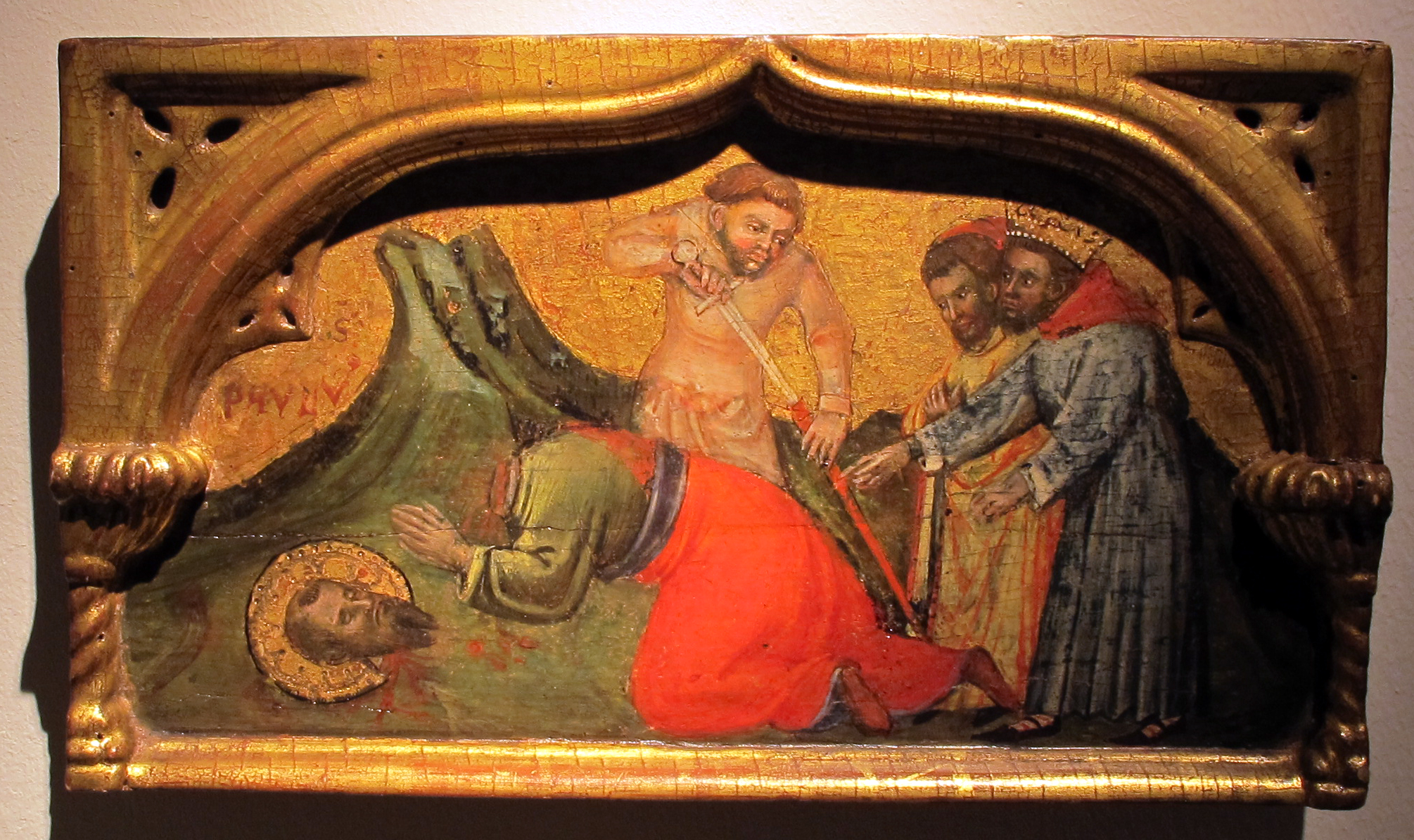
Decollazione di san Paolo

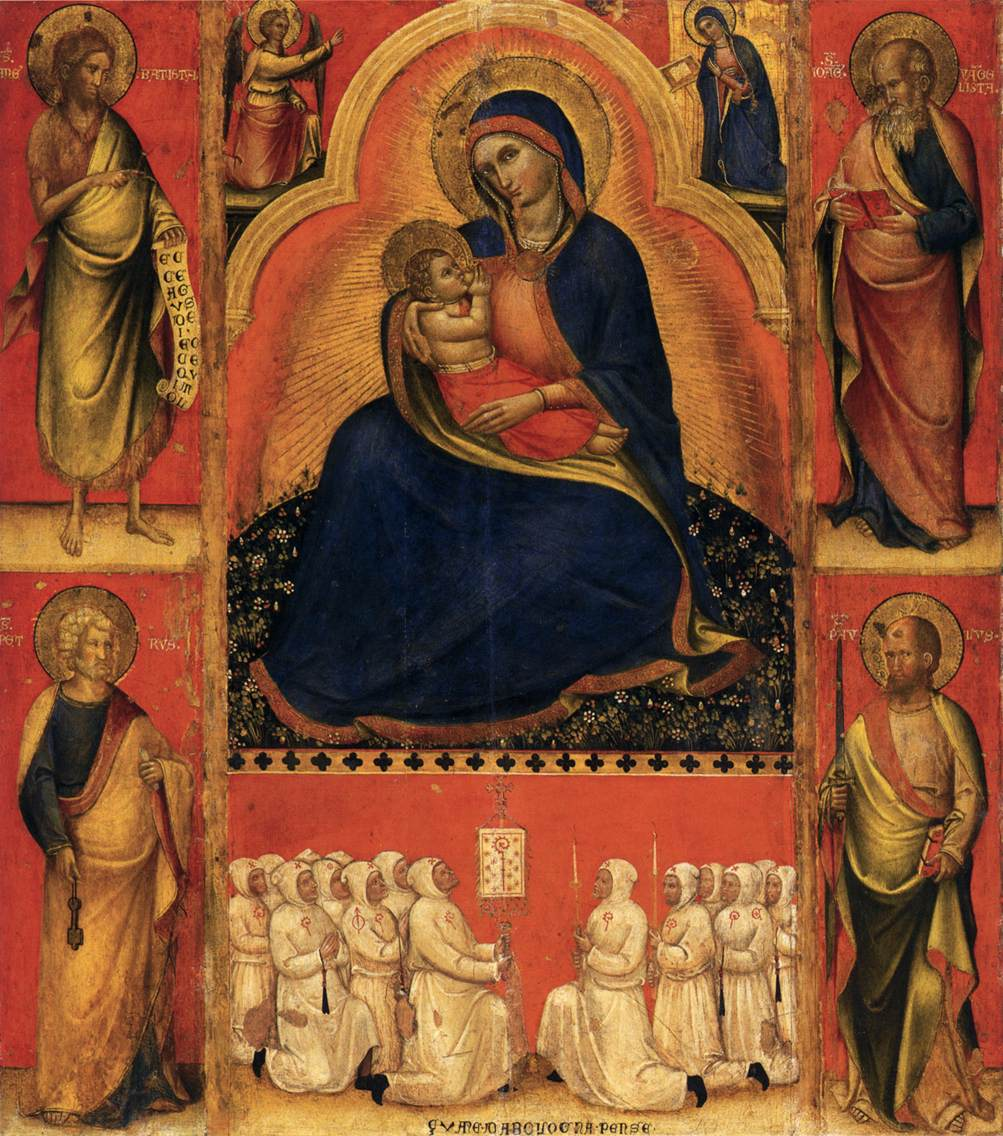
Madonna dell'Umiltà con santi, 1381-83, Gallerie dell'Accademia

Non si posseggono notizie certe riguardanti il suo percorso di formazione artistica, però si hanno documentazioni che attestano la sua presenza e i suoi lavori a Venezia  e a Treviso negli anni ottanta e novanta del Trecento.
Tutte le opere che si possono assegnare sicuramente a Giovanni da Bologna, poiché firmate, come il San Cristoforo del Museo di Padova, l’Incoronazione della collezione Kress a New York, la Madonna dell'Umiltà alla Pinacoteca di Brera, la tavola della Confraternita di san Giovanni Evangelista delle Gallerie dell'Accademia di Venezia, il polittico della Pinacoteca di Bologna, evidenziarono la sua appartenenza e la sua aderenza con l'arte veneziana a lui contemporanea, ovverosia con la scuola pittorica che vide in Lorenzo Veneziano il suo capostipite ed in Nicolò Semitecolo uno dei suoi migliori rappresentanti.
Giovanni da Bologna mostrò inoltre anche un linearismo più incisivo e marcato, che rese i suoi personaggi più rigidi e secchi.
Talvolta, per alcuni dettagli dei suoi lavori presenti nella Incoronazione della Vergine di Denver, i critici d'arte ipotizzano una formazione bolognese e un'influenza di Simone dei Crocifissi concretizzata nel cromatismo e nella scelta dei volti, mentre per altre caratteristiche, ad esempio la plasticità, si può propendere per una formazione toscana derivante da Giusto de' Menabuoi, come appare più chiaramente nella Crocifissione  nel polittico bolognese e nell'Annunciazione della tavola veneziana.
Persiste qualche incertezza su altre attribuzioni come una Madonna dell'Umiltà  di santa Corona a Vicenza, l'Incoronazione della Vergine della collezione Thyssen Bornemisza (Barcellona) e una Madonna con il Bambino (Mosca).
Pur rimanendo un esponente del goticismo veneziano, Giovanni da Bologna non ne abbracciò completamente i principi e gli elementi, come dimostrò il suo rifiuto del gusto per il decorativismo, inoltre la presenza di elementi toscani fanno ipotizzare un'influenza di Giusto de' Menabuoi, che lavorava in quegli anni a Padova.
Complessivamente, Giovanni da Bologna non si può considerare un artista rilevante, anche se non risulta privo di una certa vivacità espressiva e di una forza caratterizzante.